# Cote Tonda
La Cote Tonda è una formazione rocciosa monzogranitica dell'isola d'Elba, situata presso il paese di Poggio.
La rupe, visitabile con il trekking Vicinale del Tenditoio, si trova a breve distanza dalla Cote Lupo e dalla Cote Rondine. Il toponimo prende origine dalla morfologia del masso, caratterizzato da una base circolare. Il termine cote deriva dal latino cotem, accusativo di cos, cotis.

## Ambiente
La vegetazione è composta da macchia mediterranea caratterizzata da Erica arborea, Arbutus unedo e Quercus ilex.